# Distylium racemosum
Distylium racemosum, el árbol isu, es una especie de planta con flores de la familia Hamamelidaceae. Es originaria del este subtropical de Asia, el centro y sur de Japón, las islas Ryukyu, Corea del Sur (isla de Jeju ), el sureste de China, Taiwán, Hainan y el norte de Vietnam.     Hay varios cultivares, incluidos 'Guppy' y el abigarrado 'Akebono'.